# Адам Баргельський
Блаженний Адам Барґельський (пол. Adam Bargielski; 7 січня 1903 — 8 вересня, 1942, концтабір Дахау, Німеччина) — польський блаженний католицької церкви, священик, один зі 108 польських мучеників Другої світової війни.
Адам Баргельський зазнав мученицької смерті 8 вересня, 1942 року в концентраційному таборі Дахау в Баварії. 13 червня 1999 його було беатифіковано (прираховано до лику блаженних) папою Іваном Павлом ІІ у Варшаві, Польщі.
Римо-католицька церква вшановує його пам'ять 8 вересня.